# Bishop's Cleeve F.C.
Câu lạc bộ bóng đá Bishop’s Cleeve là một câu lạc bộ bóng đá bán chuyên nghiệp có trụ sở tại Bishop's Cleeve, gần Cheltenham, Gloucestershire, Anh. Đội hiện là thành viên của Southern League Division One South và thi đấu trên sân Kayte Lane. Có biệt danh là 'The Mitres', câu lạc bộ trực thuộc Gloucestershire County FA.

## Lịch sử
Được thành lập vào năm 1905, câu lạc bộ ban đầu chơi ở Cheltenham League. Đội vô địch Division Two vào mùa giải 1924-25 và một lần nữa vào mùa giải 1930-31. Sau khi được thăng hạng lên Division One, đội đã giành chức vô địch vào các mùa giải 1931-32 và 1934-35. Sau Thế chiến thứ hai, đội vô địch Division Two mùa giải 1958-59, trước khi giành chiến thắng Division One mùa giải 1961-62 và 1963-64. Sau các danh hiệu liên tiếp mùa giải 1965-66 và 1966-67, câu lạc bộ chuyển lên Division Two của Gloucestershire Northern Senior League. Đội đã vô địch Division Two ngay lần thử sức đầu tiên, và sau khi thăng hạng lên Division One, tiếp tục giành các danh hiệu liên tiếp mùa giải 1968-69 và 1969-70. Đội giành thêm danh hiệu Division One thứ ba trong mùa giải 1972-73.
Năm 1983, Bishop's Cleeve chuyển đến Division One của Hellenic League. Đội vô địch mùa giải 1986-87, giành quyền thăng hạng lên Premier Division. Đội vô địch Premier Division Cup mùa giải 1987-88, nhưng lại bị xuống hạng trở lại Division One sau khi xếp cuối bảng Premier Division mùa giải 1991-92. Sự tái cấu trúc của Liên đoàn vào năm 2000 chứng kiến đội được xếp vào Division One West, và sau khi kết thúc với vị trí á quân mùa giải 2000-01, đội được thăng hạng trở lại mùa giải 2000-01, they were promoted back to the Premier Division. Vào mùa giải 2005-06, câu lạc bộ đã kết thúc với vị trí á quân Premier Division, giành quyền thăng hạng lên Division One Midlands của Southern League. Họ được chuyển đến Division One South & West vào năm 2008. Sau khi kết thúc cuối bảng mùa giải 2017-18, câu lạc bộ đã xuống hạng ở Premier Division của Hellenic League.

## Sân vận động
Câu lạc bộ ban đầu chơi tại một sân vận động trên đường Stoke Road. Sân được tái phát triển vào đầu những năm 1970, và được chính thức mở cửa trở lại bởi Thư ký FA Ted Croker vào năm 1971. Tuy nhiên, đến những năm 1990, câu lạc bộ buộc phải rời Stoke Road để duy trì trạng thái Hellenic League của mình, dẫn đến việc đội phải trải qua vài mùa giải ở lại Moreton Town, Wollen Sports, Forest Green Rovers và Evesham United. Được cấp phép xây dựng sân mới tại Kayte Lane vào năm 1997 và sau khi một khán đài mới và đèn pha được lắp đặt, câu lạc bộ đã trở lại thị trấn vào năm 2002. Một nhà câu lạc bộ mới được hoàn thành vào năm 2004. Sân có sức chứa 1.500 người, trong đó có 50 người chỗ ngồi có mái che.

## Danh hiệu
- Hellenic League
  - Vô địch Premier Division Cup 1987-88
  - Vô địch Division One 1986-87
- Gloucestershire Northern Senior League
  - Vô địch Division One 1968-69, 1969-70, 1972-73
  - Vô địch Division Two 1967-68
- Cheltenham League
  - Vô địch Division One 1931-32, 1934-35, 1961-62, 1963-64, 1965-66, 1966-67
  - Vô địch Division Two 1924-25, 1930-31, 1958-59
  - Vô địch Senior Charities Cup 1928-29, 1936-37, 1962-63, 1964-65, 1966-67[9]

## Kỉ lục
- Vị trí cao nhất giải quốc nội: thứ 11 ở Southern League South & West Division, 2011-12
- Thành tích tốt nhất tại Cúp FA: Vòng loại thứ tư, 2005-06[6]
- Thành tích tốt nhất tại FA Trophy: Vòng loại thứ nhất, 2006-07, 2010-11, 2012-13, 2014-15[6]
- Thành tích tốt nhất tại FA Vase: Vòng Ba, 2005-06[6]
- Kỉ lục số khán giả: 1.300 với Cheltenham Town, tháng 7 năm 2006[7]
- Cầu thủ ra sân nhiều nhất: John Skeen[7]
- Cầu thủ ghi nhiều bàn thắng nhất: Kevin Slack[7]